# Wahlkreis Zweibrücken
Der Wahlkreis Zweibrücken (Wahlkreis 47, bis zur Landtagswahl 2016 noch Wahlkreis 46) ist ein Landtagswahlkreis in Rheinland-Pfalz.

## Wahlkreishistorie
Zur Landtagswahl von 1991 wurde das Wahlrecht in Rheinland-Pfalz reformiert. Hatte es zuvor als reines Listenwahlrecht fungiert, so wurde fortan – wie bei Bundestagswahlen und Landtagswahlen der meisten anderen Bundesländer – in ein Zweistimmenwahlrecht umgeändert, bei dem ein Teil der Abgeordneten direkt über Wahlkreise gewählt wird. Der Wahlkreis Zweibrücken umfasste zunächst die kreisfreie Stadt Zweibrücken und vom Landkreis Pirmasens die Verbandsgemeinde Zweibrücken-Land sowie die Verbandsgemeinde Wallhalben. Aufgrund des kontinuierlichen Bevölkerungsrückgangs der Region wurde zur Landtagswahl 2021 der benachbarte Wahlkreis Pirmasens-Land aufgelöst. Aus diesem erhielt der Wahlkreis Zweibrücken die Verbandsgemeinde Waldfischbach-Burgalben und das Gebiet der bis 2014 existierenden Verbandsgemeinde Thaleischweiler-Fröschen hinzu. Letztere fusionierte zwischenzeitlich mit der Verbandsgemeinde Wallhalben zur Verbandsgemeinde Thaleischweiler-Wallhalben, dennoch blieb die Wahlkreiseinteilung in diesem Bereich zunächst unverändert, wodurch die Grenze beider Wahlkreise zur Wahl von 2016 mitten durch eine Verbandsgemeinde verlief. Letzteres kam bis 2011 innerhalb von Rheinland-Pfalz nicht vor.
Bis einschließlich der Landtagswahl von 2011 befand sich der Wahlkreis fest in der Hand der SPD. 1991 sowie 1996 siegte Ingrid Schneider und bei den drei darauffolgenden Wahlen Fritz Presl. 2016 und 2021 setzte sich jedoch der CDU-Kandidat Christoph Gensch durch.

## Wahl 2021
Bei der Landtagswahl 2021 vom 14. März 2021 entfielen im Wahlkreis auf die einzelnen Wahlvorschläge:
| Direktkandidaten  | Partei           | Wahlkreisstimmen in % | Landesstimmen in % |
| ----------------- | ---------------- | --------------------- | ------------------ |
| Rebecca Wendel    | SPD              | 27,6                  | 35,6               |
| Christoph Gensch  | CDU              | 41,9                  | 29,7               |
| Moritz Bächle     | AfD              | 9,5                   | 10,6               |
| Sebastian Schäfer | FDP              | 4,2                   | 5,2                |
| Felix Schmidt     | Grüne            | 5,7                   | 6,0                |
| Kristian Fink     | Die Linke        | 3,0                   | 2,7                |
| Peter Sammel      | Freie Wähler     | 5,9                   | 4,6                |
| –                 | Piraten          | –                     | 0,6                |
| –                 | ÖDP              | –                     | 0,4                |
| –                 | Klimaliste       | –                     | 0,3                |
| Aaron Schmidt     | Die PARTEI       | 2,1                   | 1,5                |
| –                 | Tierschutzpartei | –                     | 2,4                |
| –                 | Volt             | –                     | 0,5                |

## Wahl 2016
Die Ergebnisse der Wahl zum 17. Landtag Rheinland-Pfalz vom 13. März 2016:
| Direktkandidaten                  | Partei       | Wahlkreisstimmen | Landesstimmen |
| --------------------------------- | ------------ | ---------------- | ------------- |
| Stéphane Moulin                   | SPD          | 29,6 %           | 33,2 %        |
| Christoph Gensch                  | CDU          | 39,6 %           | 29,3 %        |
| Fred Konrad                       | GRÜNE        | 5,4 %            | 4,1 %         |
| Erika Watson                      | FDP          | 7,0 %            | 6,2 %         |
| Atilla Eren                       | DIE LINKE    | 8,0 %            | 4,0 %         |
| Martin Eichert                    | Freie Wähler | 10,4 %           | 2,8 %         |
| –                                 | AfD          | –                | 16,1 %        |
| –                                 | Sonstige     | –                | 4,3 %         |
| Wahlberechtigte: 45.745 Einwohner |              |                  |               |
| Wahlbeteiligung: 66,8 %           |              |                  |               |

## Wahl 2011
Die Ergebnisse der Wahl zum 16. Landtag Rheinland-Pfalz vom 27. März 2011:
| Direktkandidaten                  | Partei       | Wahlkreisstimmen | Landesstimmen |
| --------------------------------- | ------------ | ---------------- | ------------- |
| Fritz Presl                       | SPD          | 36,2 %           | 40,5 %        |
| Michael Wöhler                    | CDU          | 28,3 %           | 28,3 %        |
| Reinhold Hohn                     | FDP          | 7,6 %            | 6,5 %         |
| Fred Konrad                       | GRÜNE        | 12,4 %           | 11,4 %        |
| Matthias Nunold                   | DIE LINKE    | 5,3 %            | 4,8 %         |
| Detlef Walk                       | NPD          | 2,5 %            | 2,3 %         |
| Gertrud Schanne-Raab              | ödp          | 1,4 %            | 0,7 %         |
| Berthold Martin                   | Freie Wähler | 6,3 %            | 3,1 %         |
| –                                 | Sonstige     | –                | 2,4 %         |
| Wahlberechtigte: 46.605 Einwohner |              |                  |               |
| Wahlbeteiligung: 57,8 %           |              |                  |               |

- Direkt gewählt wurde Fritz Presl (SPD).[5]

## Wahl 2006
Die Ergebnisse der Wahl zum 15. Landtag Rheinland-Pfalz vom 26. März 2006:
| Direktkandidaten                  | Partei         | Wahlkreisstimmen | Landesstimmen |
| --------------------------------- | -------------- | ---------------- | ------------- |
| Fritz Presl                       | SPD            | 39,0 %           | 45,4 %        |
| Christian Gauf                    | CDU            | 30,0 %           | 26,5 %        |
| Reinhold Hohn                     | FDP            | 12,3 %           | 9,5 %         |
| Fred Konrad                       | GRÜNE          | 3,9 %            | 3,2 %         |
| Berthold Martin                   | FWG            | 8,8 %            | 4,4 %         |
| Rainer Schanne                    | ödp            | 0,8 %            | 0,5 %         |
| Hans Müller                       | WASG           | 4,6 %            | 4,2 %         |
| Manfred Weber                     | Einzelbewerber | 0,6 %            | –             |
| –                                 | Sonstige       | –                | 6,2 %         |
| Wahlberechtigte: 47.495 Einwohner |                |                  |               |
| Wahlbeteiligung: 53,8 %           |                |                  |               |

- Direkt gewählt wurde Fritz Presl (SPD).[7]